# سالومون رودريغيز
سالومون رودريغيز (بالإسبانية: Salomón Rodríguez) هو لاعب كرة قدم أوروغواياني، ولد في 16 فبراير 2000 في San Gregorio de Polanco ‏ في الأوروغواي.

## وصلات خارجية
- سالومون رودريغيز على موقع قاعدة بيانات كرة القدم.إي يو (الإنجليزية)
- سالومون رودريغيز على موقع Soccerway.com (الإنجليزية)
- سالومون رودريغيز على موقع عالم كرة القدم.نت (الإنجليزية)